# Nortel

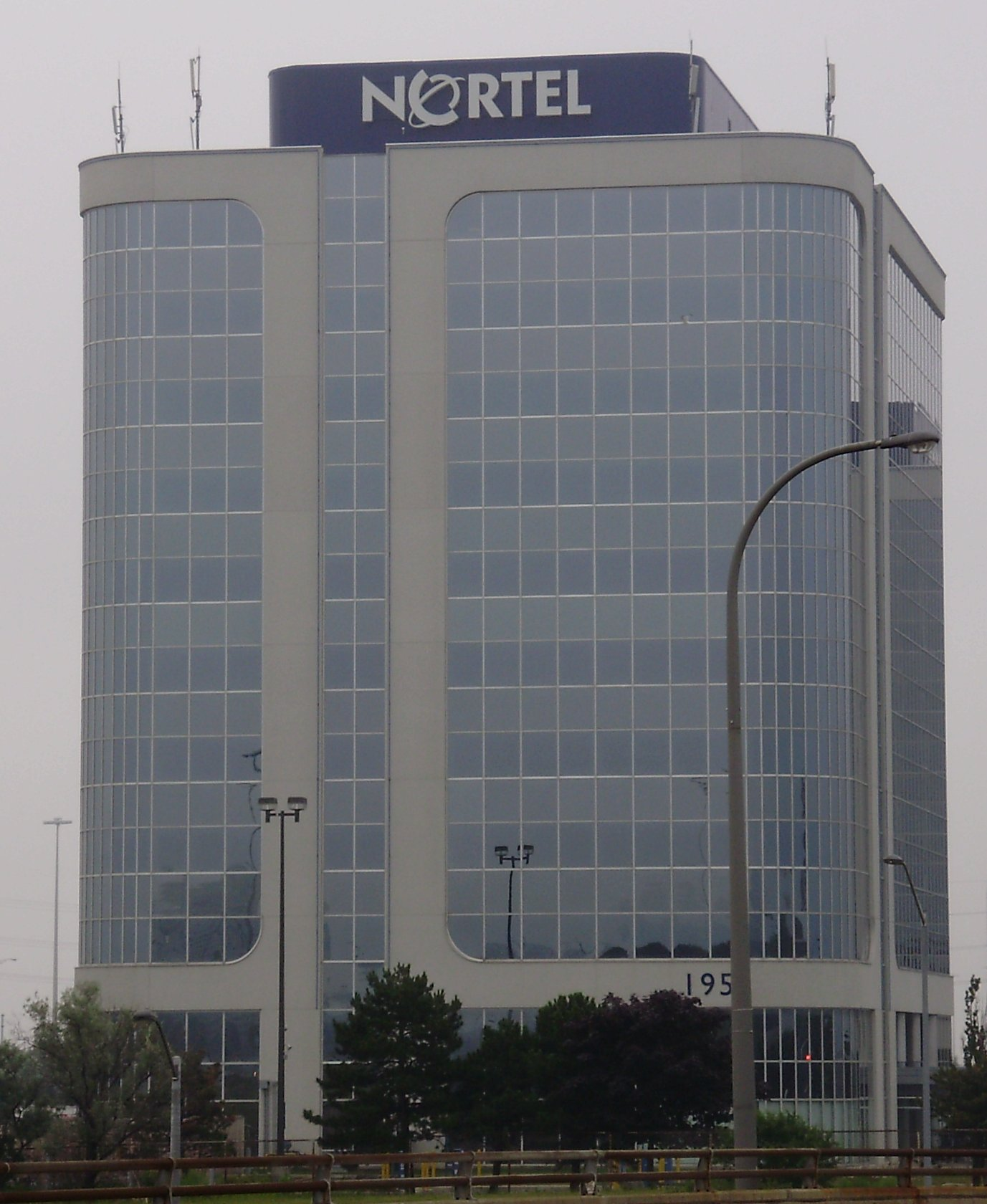
Hauptsitz in Toronto, Kanada (bis 2009)

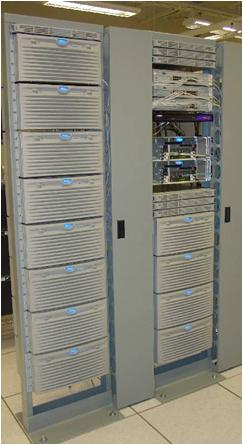
CS1000 von Nortel in einer Vermittlungsstelle

Nortel Networks Corporation, oder kurz Nortel, war ein kanadisches Unternehmen, das als Ausrüster für Telekommunikationsunternehmen tätig war. Seit 2005 nannte sich das Unternehmen nur kurz Nortel, die offizielle Firmierung in Kanada wurde nicht geändert, in Deutschland war die Unternehmung als Nortel GmbH bekannt.
Seit Januar 2009 befand sich Nortel im Insolvenzverfahren. Im Juni desselben Jahres kündigte Nortel an, es werde alle Geschäftsbereiche verkaufen und die Firma auflösen.

## Geschichte
Das Unternehmen wurde 1895 von Alexander Graham Bell in Brantford, Ontario als The Northern Electric and Manufacturing Company Limited gegründet. Hierin lagerte die Bell Telephone Company of Canada ihre Produktion von Telefonen, Feuermeldern und Notrufsäulen für Polizei und Feuerwehr aus. Im Jahr 1900 begann die junge Firma auch mit der Produktion von kurbelbetriebenen Grammofonen, die zum Abspielen von Schallplatten (anstelle der bisher üblichen Walzen) benutzt wurden. 1913 wurde in Montreal der Firmenstammsitz und die Hauptproduktionsstätte von Nortel fertiggestellt. Im Jahr 1914 erfolgte der Zusammenschluss mit Imperial Cable zur Firma Northern Electric, die sich im Besitz von Bell Kanada und der US-Firma Western Electric befand. Zum Ende des Ersten Weltkrieges wurde Northern Electric zum führenden Vertrieb von Western Electrics elektrischen Anlagen.
1922 begann Northern Electric mit der Produktion von Radios. 1928 produzierte es für ein Theater in Montreal die Technik für das erste Tonfilmtheater im Britischen Empire. AT&T/Western Electric war 1949 gezwungen, seine Anteile am Unternehmen aufgrund einer kartellrechtlichen Klage an Bell Canada zu verkaufen. Nach Auflösung dieser Verbindung begann Nortel mit der Entwicklung eigener Produkte. Im Jahr 1953 wurde der erste Fernseher produziert. Für dessen Herstellung wurde auf eine Kathodenstrahlröhre der Firma Radio Corporation of America (RCA) zurückgegriffen.
1966 begann die Entwicklungsabteilung der Firma, das Bell Northern Research (BNR), die Anwendungsmöglichkeiten des Glasfaserkabels zu erforschen. Dies führte im Jahr 1969 zu Arbeiten an der Digitalisierung der Telefonkommunikation.
1976 änderte sich der Name des Unternehmens in Northern Telecom Limited. Zu diesem Zeitpunkt strebte Nortel die Marktführerschaft im Bereich digitaler Kommunikation an.
1995 erfolgte anlässlich des 100-jährigen Bestehens die Umbenennung in Nortel.
1998 änderte sich der Name in Nortel Networks, nachdem die Firma Bay Networks aufgekauft worden war. Die Zielsetzung der weiteren Firmenstrategien ging in Richtung Internet und dessen Infrastruktur: Kommunikation, Multiprotokoll-Dienste und globale (private) Netzwerke. Ein weiteres Standbein war der Mobilfunkbereich mit Infrastrukturtechnik für GSM und UMTS.
2000 gelang mutmaßlich chinesischen Hackern ein Einbruch mit Dauerzugriff auf die innersten Geheimnisse Nortels. Die Diebe luden heimlich sämtliche technischen und geschäftlichen Dokumente bis wenigstens 2009 herunter.
2004 versuchte Nortel nach einer Reihe von Finanzskandalen unter einer neuen Führung einen Gesamtimagewechsel. Die bereits 1995 bis 1998 benutzte Corporate Identity wurde reaktiviert: Nortel Networks nannte sich wieder Nortel und aus www.nortelnetworks.com wurde wieder www.nortel.com. Im Zuge von entdeckten Unregelmäßigkeiten in der Bilanzierung musste Nortel Gewinne, die für das Jahr 2003 ausgewiesen wurden, den Jahren 2001 und 2002 zuordnen. Entsprechend reduzierte sich der Gewinn 2003 und die Verluste der Jahre 2001 und 2002.
Am 14. Januar 2009 beantragte Nortel ein Insolvenzverfahren nach dem kanadischen Companies’ Creditors Arrangement Act. Einige ausländische Tochtergesellschaften beantragten entsprechende Verfahren in ihren jeweiligen Ländern. Das Unternehmen hatte im Zuge der Finanzkrise ab 2007 mit einem drastischen Auftragseinbruch der Telefongesellschaften zu kämpfen. Verschiedene Unternehmenssparten standen zum Verkauf an.
Im Juli 2009 wurde die Mobilfunksparte für € 794 Mio. ($ 1,13 Mrd.) an Ericsson verkauft, im September 2009 kaufte Avaya das Enterprise-Telefoniegeschäft für 900 Millionen US-Dollar.
Am 31. März 2010 wurden Teile der Carrier Networks Division von Nortel an die Kapsch CarrierCom AG verkauft.
Am 1. Juli 2011 wurde bekannt, dass rund 6000 Nortel-Patente im Wert von umgerechnet € 3,1 Mrd. ($ 4,5 Mrd.) an ein Bieterkonsortium aus Apple, Ericsson, EMC, RIM, Microsoft und Sony verkauft wurden.
2013 hatte die Abwicklung von Nortel im teuersten Insolvenzverfahren aller Zeiten bereits 9,3 Milliarden Dollar eingebracht, die aber Ende 2016 trotz über 2 Milliarden Verwaltungskosten nicht verteilt waren.

## Nortel in Deutschland
Nortel war anfangs in Deutschland mit zwei Firmen vertreten. Die Nortel GmbH war die deutsche Tochter von Nortel. Das operative Geschäft wurde aber größtenteils von der Nortel Networks Germany GmbH & Co KG abgewickelt. Dieses Unternehmen war die ehemalige Nortel DASA, die 1995 als Joint-Venture zwischen Nortel und der DASA gegründet worden ist. Hauptstandorte dieses Unternehmens waren Frankfurt am Main, Friedrichshafen und München. Durch die Fusion der beiden Firmen am 1. Juli 2007 gab es in Deutschland nur noch die Nortel GmbH mit Sitz in Frankfurt, diese wurde am 21. Juli 2020 gelöscht.